# Cantique de la mer
Le cantique de la mer (hébreu : שירת הים Shirat hayam, également connu comme Az Yashir Moshe) est l'un des trois grands poèmes qui apparaît dans la Bible hébraïque (Exode 15:1-18). 

Selon le récit biblique, il est chanté par Moïse et les Hébreux après le passage de la mer des Joncs, alors qu’ils voient les Égyptiens qui les ont poursuivis défaits par le dieu d’Israël. Il est suivi par un court cantique de louange entonné par Myriam et les femmes dans le même but.

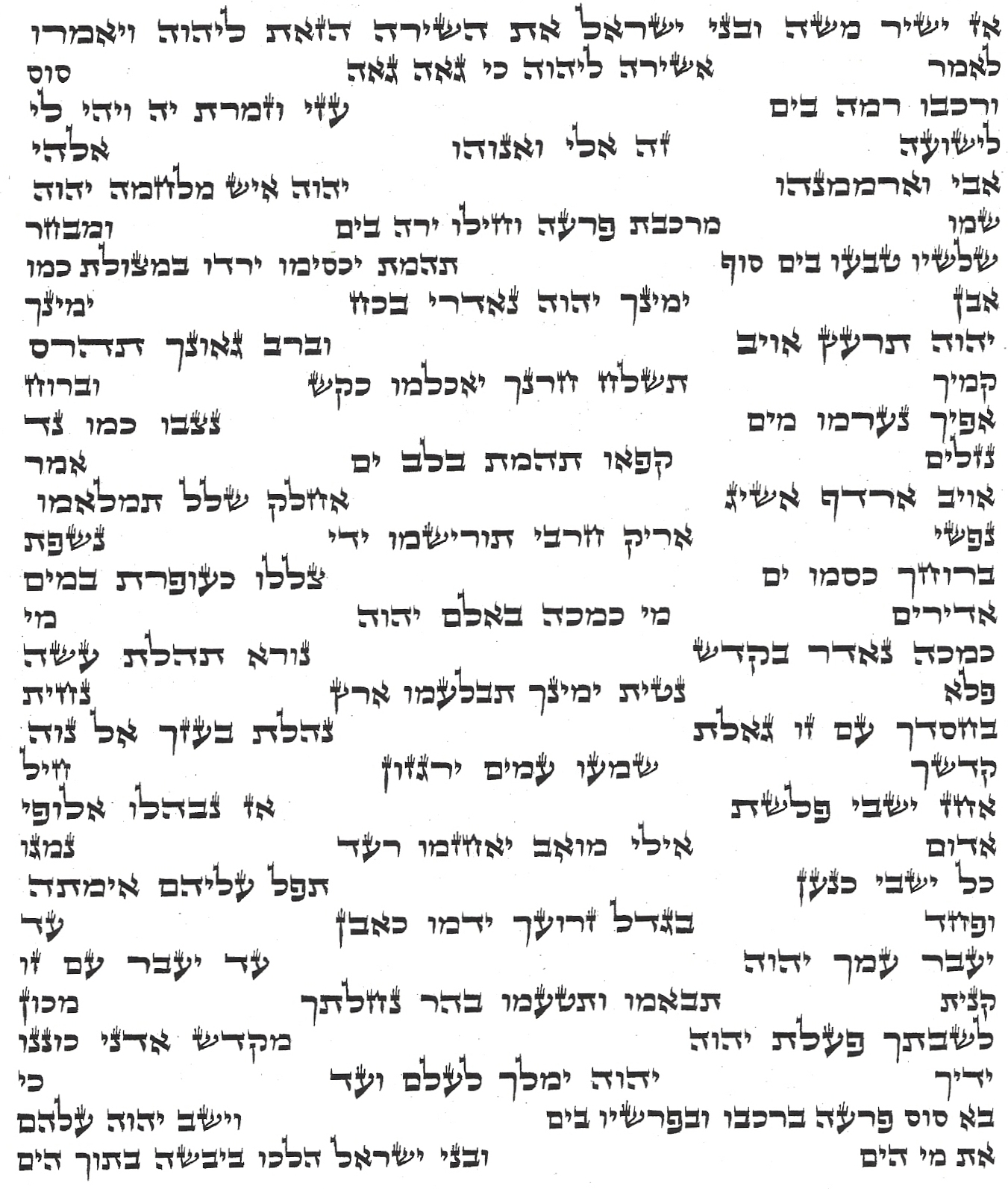
Le cantique de la mer, tel qu’il apparaît dans le Livre de l’Exode.

Écrit dans les rouleaux de la Torah avec un motif distinctif, « en brique », le poème est inclus dans les livres de prières juifs, et récité quotidiennement durant l’office du matin en conclusion des chapitres de louange, sur une mélodie différente de ceux-ci. Il est publiquement lu lors du shabbat Shira au cours duquel est lue la section Beshala'h qui relate la sortie d’Égypte proprement dite, et au septième jour de la Pâque, au cours duquel le miracle a, selon l’exégèse juive traditionnelle, eu lieu. 
Il est également inclus en totalité ou en partie dans le canon orthodoxe oriental et d’autres liturgies chrétiennes.
Haendel utilise le texte sous le titre Moses Song dans la deuxième partie de son oratorio Israël en Égypte, composé en 1738.

## Récit biblique selon le texte massorétique
D’après le texte hébraïque tel qu’il a été transmis par l’école massorétique de Tibériade, Moïse et les Israélites qui viennent de franchir, non sans crainte et récriminations, la Mer des Joncs, constatent l’étendue du sauvetage dont le dieu d’Israël vient de les gratifier.